# Угон по-американськи
«Угон по-американськи» (англ. Joyride) — американський комедійний кримінальний фільм 1997 року режисера Квінтона Піплза. У головних ролях Тобі Магвайр та Емі Гетевей.

## Синопсис
Син власника мотелю викрадає чорний кабріолет, щоб вразити таємничу красуню, в яку він закоханий.

## Акторський склад
| Актор             | Роль           |
| ----------------- | -------------- |
| Тобі Магвайр      | Джей Ті        |
| Емі Гетевей       | Таня           |
| Вілсон Крус       | Джеймс         |
| Джеймс Карен      | клієнт         |
| Адам Вест         | Гарольд        |
| Бенісіо дель Торо | детектив Лопез |
| Стівен Гілборн    | Арутр          |
| Джадсон Міллс     | Джоуї          |

## Музика
11 листопада 1997 року Warner Bros. Records випустила оригінальний саундтрек до фільму.
| #   | Назва                                   | Автор             | Тривалість |
| --- | --------------------------------------- | ----------------- | ---------- |
| 1.  | «Light from a Dead Star (Instrumental)» | Lush              | 2:55       |
| 2.  | «Chlorine Dream»                        | Spirea X          | 4:19       |
| 3.  | «Game Of Broken Hearts»                 | Tarnation         | 3:00       |
| 4.  | «Cherry Stars Collide»                  | Swallow           | 3:24       |
| 5.  | «Unbearable Lightness of Bean»          | Baked Beans       | 3:47       |
| 6.  | «Human Bean»                            | Baked Beans       | 3:12       |
| 7.  | «Something Borrowed»                    | This Mortal Coil  | 0:37       |
| 8.  | «Cannon (Instrumental)»                 | Scheer            | 2:14       |
| 9.  | «Subsonic Interferences»                | Oliver Lieb       | 6:22       |
| 10. | «Shoot Out»                             | Colourbox         | 3:17       |
| 11. | «Breakdown»                             | Michael Brook     | 4:02       |
| 12. | «Ivy and Neet»                          | This Mortal Coil  | 4:50       |
| 13. | «A Thousand Stars Burst Open»           | Pale Saints       | 4:35       |
| 14. | «Desire Lines»                          | Lush              | 7:26       |
| 15. | «Meniscus»                              | This Mortal Coil  | 2:50       |
| 16. | «No Motion»                             | Dif Juz           | 4:48       |
| 17. | «Home»                                  | His Name Is Alive | 3:08       |

## Відгуки
На Rotten Tomatoes фільм має оцінку 20% на основі відгуків 5 критиків.
A.V. Club назвав його "гнітюче посереднім фільмом".